# Niels Fredborg

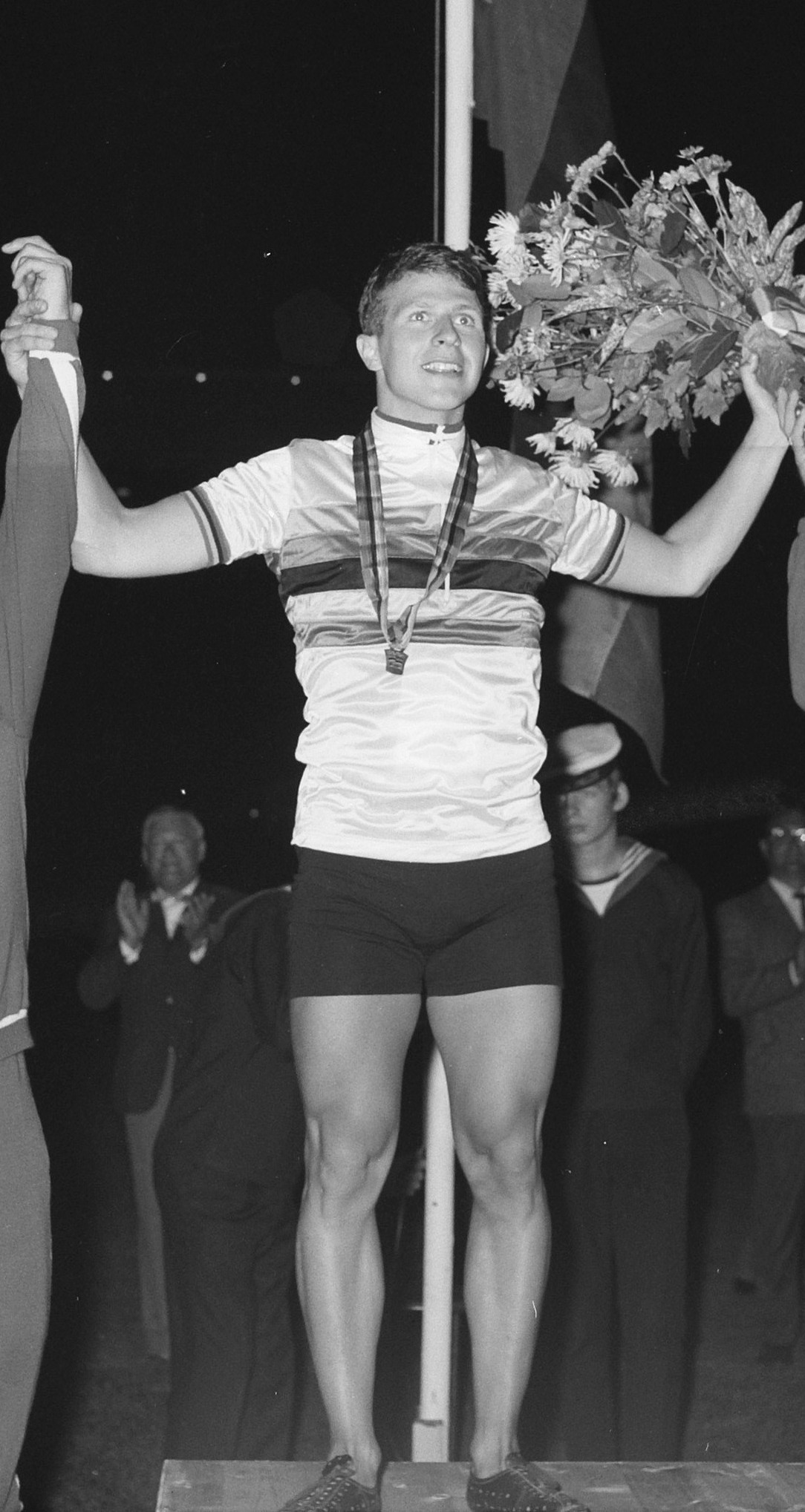
Niels Fredborg, 1967

Niels Christian Fredborg (* 28. Januar 1946 in Odder) ist ein ehemaliger dänischer Radrennfahrer, der als Bahnradsportler erfolgreich war. Er gewann bei drei Olympiateilnahmen drei Medaillen und war mehrfacher Weltmeister.
Niels Fredborg war der dominierende Amateur-Bahnradsportler Dänemarks insbesondere in den Kurzzeitdisziplinen von Mitte der 1960 bis Mitte der 1970er Jahre. Er errang allein 27 nationale Titel in den Disziplinen Mannschaftsverfolgung, Sprint, 1000-Meter-Zeitfahren und Tandemrennen. 1967 wurde Fredborg erstmals Weltmeister in seiner Spezialdisziplin, dem 1000-Meter-Zeitfahren. Er verteidigte seinen Titel bei den UCI-Bahn-Weltmeisterschaften 1968, wo er außerdem noch Vizeweltmeister im Bahnsprint hinter Daniel Morelon wurde. Bei den Olympischen Spielen 1968 unterlag er im 1000-Meter-Zeitfahren mit einer Zeit von 1:04,61 min dem sieben Zehntelsekunden schnelleren Franzosen Pierre Trentin. 1970 wurde Fredborg erneut Weltmeister über 1000 m und Vizeweltmeister im Bahnsprint, wieder hinter Morelon. Bei den Olympischen Sommerspielen 1972 gewann Fredborg die Goldmedaille im 1000-Meter-Zeitfahren mit einer Zeit von 1:06,44 min vor dem Australier Danny Clark, dem späteren Spezialisten für Sechstagerennen. 1976 in Montreal gelang es Fredborg nicht, seinen Olympiasieg zu wiederholen, hinter Klaus-Jürgen Grünke und Michel Vaarten errang er lediglich die Bronzemedaille. 1975 gewann er den Großen Preis von Berlin.
Fredborg wurde nach den Olympischen Spielen 1976 Radprofi. 1980 wurde er bei der ersten Profi-WM im Keirin Dritter. Er beendete seine Karriere nach einem schweren Sturz. 1993 wurde er Mitglied der Hall of Fame des dänischen Sports.
Bei einem Sturz auf der Radrennbahn in Ordrup 1965 verlor Fredborg einen Teil seines Gehörs.